# Modèle SCDM
En cosmologie, le modèle SCDM (pour Standard Cold Dark Matter) désigne un modèle cosmologique représentant un univers homogène et isotrope, dont la courbure spatiale est nulle, et qui contient de la matière noire en plus de la matière ordinaire.
Un tel modèle était considéré comme le modèle cosmologique le plus simple pouvant décrire l’Univers observable dans les années 1990. Il a cependant progressivement été abandonné, car les mesures de l’estimation de la matière noire ont indiqué de façon de plus en plus convaincante que la quantité de matière noire de l’Univers était insuffisante par rapport à celle du modèle SCDM. Le modèle SCDM prévoyait que la densité de matière noire devait être très proche de la densité critique, alors que la quasi-totalité des observations indiquait que la densité de matière noire était plus faible d’un facteur 3 ou 4 que la densité critique. De plus, la théorie de la formation des grandes structures prévoyait que le taux de formation des galaxies reste très élevé entre aujourd’hui et il y a quelques milliards d’années, ce qui était contredit par les observations. Pour ces raisons, il était nécessaire de supposer que la densité de matière noire soit significativement inférieure à la densité critique.
Le modèle SCDM a donc peu à peu été abandonné au profit de modèles cosmologiques à plus basse densité de matière noire. Deux possibilités ont été envisagées : le modèle OCDM (Open Cold Dark Matter), dont la densité totale était égale à la densité de matière noire plus la densité de matière ordinaire, mais inférieure à la densité critique, et le modèle ΛCDM (Lambda Cold Dark Matter), où la densité totale était égale à la densité critique, l’écart entre densité totale et celle de matière noire et de matière ordinaire étant comblé par une constante cosmologique.